# ۲۷پی/کروملین
دنباله‌دار کروملین (انگلیسی: 27P/Crommelin) که به عنوان «دنباله‌دار پونز-کوجیا-وینک-فوربس» نیز شناخته می‌شود، یک دنباله‌دار دوره‌ای است که دورهٔ آن دارای مدتی حدود ۲۸ سال است. این متناسب با تعریف کلاسیک یک دنباله‌دار از نوع هالی با (۲۰ سال <دوره <۲۰۰ سال) است. نام آن برگفته از نام اندرو سی دی کروملین، اخترشناس بریتانیایی است که مدار آن را در سال ۱۹۳۰ محاسبه کرده‌است. این یکی از تنها چهار دنباله‌داری است که به نام کاشف یا کاشفان آنها نامگذاری نشده‌است، سه دنباله‌دار دیگر دنباله‌دارهای هالی، آنکه و لکسل هستند. حضیض (نزدیک ترین فاصله به خورشید)بعدی در حوالی ۲۷ می ۲۰۳۹ خواهد بود، زمانی که در حداکثر فاصله نزدیک به حضیض از زمین خواهد بود.

## تاریخچه رصد
نخستین مشاهدهٔ این دنباله‌دار توسط ژان لوئیس پونزاز (مارسی، فرانسه) در ۲۳ فوریهٔ ۱۸۱۸ انجام شد، وی دنباله‌دار را تا ۲۷ فوریه دنبال کرد اما وضعیت بد آب و هوا مانع ادامهٔ کار او شد. یوهان فرانتس انکه نیز سعی در محاسبه مدار داشت اما با خطاهای بسیار بزرگی که روبرو بود به پی‌گیری ادامه نداد.
در سال ۱۸۷۲، جان آر. هیند با یک محاسبهٔ مداری تقریبی که انجام داد نزدیکی‌هایی را با دنباله‌دار بیلا (نام رسمی ۳دی/بیلا) مشاهده کرد، بر اساس این مشاهدات، ادموند ویس مدتی بعد حدس زد که این ممکن است بخشی از دنباله‌دار بیلا باشد.
مشاهدات بعدی در ۱۰ نوامبر ۱۸۷۳ توسط جروم یوجین کوجیا (مارسی، فرانسه) و بار دیگر در ۱۱ نوامبر توسط فردریش آگوست تئودور وینکه (استراسبورگ، فرانسه) مشاهده شد، اما در ۱۶ نوامبر از دید رصدگران ناپدید شد. ویس و هیند دوباره با محاسبات بیشتر در مطابقت دادن آن با ظهور ۱۸۱۸ کوشیدند.
کشف سوم توسط الکساندر فوربس (کیپ تاون، آفریقای جنوبی) در ۱۹ نوامبر ۱۹۲۸ انجام شد و توسط هری ادوین وود (رصدخانه یونیون، آفریقای جنوبی) در ۲۱ نوامبر تأیید شد. این کروملین بود که با ایجاد مدار خود، دنباله‌دارهای ۱۸۱۸ (پونز) و ۱۸۷۳ (کوجیا-وینکه) را سرانجام به هم پیوند داد.

## در سدهٔ کنونی
در آخرین بازگشت خود، ۲۷پی/کروملین در ۱۲ مهٔ ۲۰۱۱، با قدر ظاهری ۱۸٫۷ بازیابی شد و در ۳ اوت در اوج خود به قدر ظاهری ۱۰٫۷ رسید. بازگشت بعدی این دنباله‌دار از ۲۷ می ۲۰۳۹ تا ۵ ژوئن ۲۰۳۹ خواهد بود.